# Roberto Marinho
Roberto Pisani Marinho (* 3. Dezember 1904 in Rio de Janeiro; † 6. August 2003 ebenda) war ein brasilianischer Journalist, Medienunternehmer und Kunstmäzen, Präsident der Grupo Globo, früher bekannt unter Organizações Globo. Er war der älteste Sohn von fünf Kindern des Journalisten Irineu Marinho und Francisca Pisani Marinho. Er galt bis zu seinem Tod 2003 als einflussreichster Medienmogul Brasiliens und schuf ein Imperium. Wohl kein anderer Brasilianer hat im 20. Jahrhundert so viel Macht und Einfluss ausgeübt wie Roberto Marinho. Die Globo-Gruppe ist heute das größte südamerikanische Medienunternehmen und das viertgrößte TV-Unternehmen der Welt. Marinho pflegte seit den Anfängen des Medienriesen die Tradition der Nähe zur Macht und unterstützte die Militärdiktatur (1964–1985) und alle darauf folgenden Regierungen.

## Biografie

### Frühe Jahre
Roberto Marinho studierte an der Fachhochschule Escola Profissional Sousa Aguiar und am Colégio Anglo-Brasileiro und dem Colégio Paula Freitas e Aldridge (1911–1922) in Rio de Janeiro. Nachdem sein Vater Irineu Marinho alle Aktien der 1911 gegründeten kleinen, unbedeutenden Zeitung A Noite („Der Abend“) verloren hatte, gründete er daraufhin am 29. Juli 1925 mit dreizehn ehemaligen Kollegen die Zeitung O Globo. Wenige Tage später, am 25. August 1925, verstarb Irineu Marinho urplötzlich an einem Herzinfarkt. Die Familie drängte den 20-jährigen Roberto, die Leitung des Unternehmens zu übernehmen. Er aber verweigerte zunächst die Verantwortung als Direktor des Blattes, welches nur wenige Tage zuvor erstmals erschienen war. Die Position wurde stattdessen von Euclydes de Matos übernommen, einem Freund seines Vaters.

### Medienmogul
Bevor Roberto Marinho die Leitung der Zeitung im Jahre 1931 im Alter von 26 Jahren endgültig selbst übernahm, war er zu gleicher Zeit Desk-Redakteur, Chefredakteur und Sekretär der Zeitung. Im Jahr 1944 startete er mit „Rádio Globo“ sein Medienkonglomerat, das Marinho später in Globo umbenannte. Im Jahr 1957 gewann er den ersten Preis der TV-Konzession in Rio de Janeiro, und am 26. April 1965, ein Jahr nach dem Militärputsch 1964, startete der Fernsehsender TV Globo. Nebenher machte er „O Globo“ zu einem der wichtigsten Blätter Brasiliens. Es ist das Herzstück seines Medienimperiums, doch seine Macht erlangte er durch das Fernsehen. Marinho war ein klassischer und erzkonservativer Patriarch; seine Angestellten nannten ihn „Doutor Roberto“, hinter vorgehaltener Hand auch „Gott“.
Die Stiftung, die seit 1977 seinen Namen trägt, Fundação Roberto Marinho, fördert bis heute Kultur und Bildung im Land. Die Stiftung finanzierte unter anderem die Restaurierung der Christusstatue und der Nationalbibliothek, die Renaturierung des Botanischen Gartens in Rio und des Ibirapuera-Parks in São Paulo. Im Jahr 1993 bewarb er sich um den vakanten Stuhl Nr. 39 der Brasilianischen Akademie der Literatur (ABL), der Hüterin der brasilianischen Sprache und Kultur, den vorher der bekannte Schriftsteller Otto Lara Resende innehatte. Am 22. Juli 1993 wurde er als Mitglied in die ABL gewählt und trat sein Amt am 19. Oktober desselben Jahres an.

### Politischer Einfluss
Unter der Militärdiktatur (1964–85) erhielt Marinho die Lizenz für einen landesweiten Sender. Das Mediennetzwerk Globo war damals zum mächtigsten Medienunternehmen des Landes aufgestiegen. Die britische TV-Dokumentation Beyond Citizen Kane (1994) beleuchtet kritisch die Rolle Marinhos während dieser Zeit und seine engen Verbindungen zur Diktatur. Andererseits gewährte Marinho während der Militärdiktatur kritischen Journalisten Zuflucht in seiner Redaktion. Im September 2013 entschuldigte sich Globo für die Unterstützung der Militärdiktatur. Dies wurde weitgehend als taktisches Manöver des Mediengiganten angesehen, weil die Verquickung des Medienkonzerns mit den staatlichen Eliten in den Fokus der landesweiten Sozialproteste geriet.
Bei der Präsidentschaftswahl 1989 machte Globo unverhohlen Wahlkampf für Marinhos Favoriten Fernando Collor de Mello; den Linken Luiz Inácio Lula da Silva überzog der Sender mit einer Schmähkampagne. Auch wurden Umfragen nach einer TV-Debatte zugunsten von Collor de Mello manipuliert. So sendete TV Globo einen Tag nach der Debatte – und drei Tage vor der Wahl – einen Zusammenschnitt des Duells, der zum Nachteil Lulas ausfiel. Die klare Absicht dabei war, den Kandidaten der Arbeiterpartei (PT) zu diskreditieren.  Collor de Mello gewann die Wahlen schließlich mit einem Vorsprung von fünf Prozentpunkten. Das so genannte „Collor-Phänomen“ dauerte aber nicht lang an. Zweieinhalb Jahre später musste Präsident Collor de Mello sein Amt wegen Korruption abgeben.
Während des Amtsenthebungsverfahrens gegen Dilma Rousseff hatte der frühere Präsident Lula da Silva in einer öffentlichen Rede die Marinhos beschuldigt, das Impeachment gegen Präsidentin Rousseff aktiv voranzutreiben. „Globo ist jede Lüge recht“, rief er mit heiserer Stimme, „sie stecken mit den alten Eliten unter einer Decke“. Die Menge skandiert „Das Volk ist nicht dumm – Globo muss fort!“ Neben der Bühne hängt ein großes Plakat: „Globo raus!“ In der Berichterstattung der Globo-Medien tauchte davon nichts auf.

### Persönliches
Seine größte Leidenschaft war seit 1939 der Pferdesport; dabei fiel er mehrmals vom Pferd und brach sich einmal drei Rippen. Marinho machte aber immer weiter und schaffte sogar sechsmal die brasilianische Meisterschaft im Springreiten. Eine andere Begeisterung entwickelte er für den Unterwassersport. Außerdem war er auch ein bedeutender Kunstsammler. In seiner Kunstsammlung Coleção Roberto Marinho befinden sich ca. 1.400 Gemälde von der Moderne bis zur abstrakten Malerei brasilianischer sowie ausländischer Künstler.
Roberto Marinho war seit 1984 mit der 1920 in Köln geborenen Lily de Carvalho Marinho verheiratet, Tochter eines Engländers und einer Französin, seiner dritten Ehefrau. Seine vier Kinder bekam er zusammen mit Stella Goulart Marinho: Roberto Irineu (* 1947), Paulo Roberto (* 1950), José Roberto (* 1953) und João Roberto (* 1955). An Silvester 1970 starb sein Sohn Paulo Roberto, damals 19 Jahre alt, bei einem Autounfall. Seine zweite Frau war Ruth de Albuquerque Marinho.
Ab 1998 teilte Roberto Marinho die Organisation Globo mit seinen Kindern und zog sich in sein Haus in Cosme Velho zurück. Er starb am Abend des 6. August 2003 im Hospital Samaritano an einem Lungenödem. Bei seinem Tod hinterlässt er zwölf Enkel und sechs Urenkel.

## Dokumentarfilm
- Beyond Citizen Kane (in Brasilien: Muito Além do Cidadão Kane) – 1993, britischer Dokumentarfilm, Regie von Simon Hartog, produziert von John Ellis, Erstausstrahlung auf Channel 4